# Terrorisme en 1960

## Événements

### Mars
- 4 mars, Cuba : le navire cargo français La Coubre explose dans le port de La Havane, faisant une centaine de morts et plus de quatre cents blessés[1]. (voir l'article Explosion de la Coubre pour plus de détails)